# Julio Alberto Barroso
Julio Alberto Barroso (ur. 16 stycznia 1985 w San Martín (Buenos Aires)) – argentyński piłkarz występujący na pozycji środkowego obrońcy.